# Cmentarz żydowski w Budzyniu
Cmentarz żydowski w Budzyniu – kirkut został założony około 1700 roku. Obecnie cmentarz nie istnieje, ponieważ na jego miejscu znajdują się domy mieszkalne. Nekropolia znajdowała się przy ulicy Margonińskiej.